# Han Asparuh
Die Han Asparuh, nunmehr umbenannt auf Jumbo I, ist ein nach Khan Asparuch benanntes Frachtschiff, welches 1982 in der Deggendorfer Werft in Deutschland gebaut wurde. Es handelt sich dabei um einen Semikatamaran mit einer Gesamtlänge von 114 Metern und einer Breite von jeweils 22,80 Metern und 1,65 Metern Tiefgang, der als RoRo-Schiff konzipiert ist.
Das Schiff wurde für den Binnenfrachtverkehr auf der Donau für die Strecke zwischen Widin in Bulgarien und Passau in Bayern gebaut. Es ist über der Wasserlinie fast rechteckig geformt, das Ladedeck mit 2500 m² bietet Platz für 49 Lkw-Trailer von 12,5 Metern Länge – 7 nebeneinander und 7 hintereinander. Alternativ können 8 ISO-Container nebeneinander gestapelt werden.
Das Schiff nutzt die 24 m Breite der Donauschleusen von Geisling (Strom-km 2354) bis Freudenau (1921) völlig aus, es bleiben einseitig 1,2 m Spielraum oder beidseits je 60 cm. Die Schleusen oberhalb sind mit 12 m nur halb so breit wie das Schiff, die Schleusen unterhalb jedoch mit 34 und 25 m breiter als das Schiff. Die Länge der Donauschleusen von Geisling bis Freudenau sind (mindestens) 230 m lang, können also – knapp – 2 Schiffe dieser Größe hintereinander aufnehmen.
Die Tragfähigkeit beträgt 1530 Tonnen. Der Bau erfolgte in zwei Einzelteilen, die auch wieder trennbar sind, da es im gesamten Bereich der Donau keine Möglichkeit für Reparaturarbeiten eines Schiffes dieser Breite gibt. Angetrieben wird das Schiff durch zwei 926 kW Dieselmotoren.
Am Heck am Deck finden sich die Kajüten, backbordseitig ein Abstellplatz für etwa 2 Pkw. Vor den Kajüten in der Schiffslängs-Mittelachse liegt die abgesenkte Hubbrücke, die sich über 2 schiffsmittige Parallelogramm-Arme über die Kajüten heben lässt. Eine Rundum-Drehradarantenne lässt sich von hinter der Hubbrücke noch höher anheben. Die zwei heckseitigen Anker werden von schrägen Rampen abgelassen, die etwas innerhalb der Motor-Schrauben-Achsen liegen. Am sich nicht verjüngenden Bug befindet sich eine hochklappbare Falt-Rampe von etwa 11–12 m Breite, mit 22 extra angelenkten dünn auslaufenden Anpassblechen. Daneben und darunter sind 2 Anker flach in die Bordwand eingezogen.
Hart an Backbord bei etwa 3/4 der Schiffslänge und steuerbordseitig näher zum Bug bei 1/4 überragen kleine Löschtürme die Standardbeladung mit Lkw. Am Heck wird ein Rettungsboot mitgeführt.
An jedem Bugeck befindet sich eine Motorwinde und kräftige Poller. Die Ladefläche ist seitlich mit einer niedrigen Ladebordwand versehen, außerhalb der zu Fuß auf Deck um das Schiff gegangen werden kann. Am steuerbordseitigen Bugeck steht ein Hochstand für einen Einweiser plus Radarantenne.
Die 2 Antriebsmaschinen liegen mit ihren Achsen etwa 58 % der Schiffsbreite auseinander und vor den Kajüten im Unterschiff. Jede wirkt axial auf eine Schiffsschraube. Das Heck verjüngt sich auf den letzten etwa 8 Metern Länge. Hier liegen an jeder Seite eine Winde, die Poller öffnen sich zur Seite hin.
Zwei Schiffe wurden 1982 in Deggendorf gebaut, beide sind teilbar.
- Han Asparuh – Typschiff, zumindest seit 2009 mit dieser „neuen Euro-Nummer 47000168“; umbenannt auf Jumbo I Gesamtleistung 1852 oder 1766 kW. Tragfähigkeit 1340 t.
- Han Tervel – Schwesterschiff, 2015 umbenannt in Jumbo III. Europa-Nr. 47000169. Maschinen: 2 × KHD SBV 6M 628, Gesamtleistung 1852 kW. Tragfähigkeit 1530 t. Links der Kajüte Abstellplatz für Pkw.

Han Tervel ist längsteilbar, auch die Auffahrtsrampe für Kfz am Bug. Zum Bauzeitpunkt des Schiffs 1982 waren die Slipanlagen in Linz noch nicht für die gesamte Schiffsbreite von 22,8 m geeignet.
Zwei weitere Schiffe wurden 1983 als Katamarane mit gleichen Abmessungen in Belgrad gebaut und sind von der Konstruktion her echte Katamarane und nicht teilbar:
- Han Krum, umbenannt auf Jumbo II (Heimathafen Lom, Bulgarien, Europa-Nr. 47000170, Stand 2015) Gesamtleistung 1766 kW. Tragfähigkeit 1340 t.
- Han Kardam (XAН KAPДAM) (Heimathafen Lom, Bulgarien, Europa-Nr. 47000171, Stand 2009) Kein backbordseitiger Abstellplatz. Teleskop-Hubbrücke. Gesamtleistung 1852 kW. Tragfähigkeit 1530 t. Rufzeichen: LZLR.[3]

Alle vier Schiffe verkehren im Regelverkehr auf der Donau und haben gleiche Breite, Länge und Tragfähigkeit.
In der Schiffswerft Linz, ÖSWAG wurden vor einigen Jahren zwei dieser Schiffe unzerlegt in ihrer vollen Breite an Land hochgezogen - ein Zerlegen, um es an Land im Trockenen zu bearbeiten, etwa zur Korrosionsbeschichtung des Rumpfs oder Service an der Schraube, ist nicht (mehr) notwendig.